# Großsteingräber bei Gischow
Die Großsteingräber bei Gischow waren zwei megalithische Grabanlagen der jungsteinzeitlichen Trichterbecherkultur bei Gischow im Landkreis Ludwigslust-Parchim (Mecklenburg-Vorpommern). Sie wurden im 19. Jahrhundert zerstört. Ihr genauer Standort ist nicht überliefert. Auch über Ausrichtung, Maße und Grabtyp liegen keine näheren Informationen vor. Robert Beltz erwähnt lediglich zwei Steinkammern. Es kann sich somit um Dolmen oder Ganggräber gehandelt haben. Um 1805 fand eine Grabung statt, die allerdings keine Funde erbrachte.